# Svensk Cykling
Svensk Cykling är en branschorganisation och består av följande organisationer; Cykelbranschen, Cykelfrämjandet, Svenska Cykelförbundet, Naturskyddsföreningen, Vätternrundan och Svenska Cykelstäder. Organisationen arbetar med opinionsbildning i syfte att få fler svenskar att cykla oftare. VD är Karolina Skog.
Organisationen har också gett ut Cykelsmart (fullständigt titel Cykelsmart – livskvalitet på två hjul, handbok för moderna människor), en handbok för alla som cyklar eller funderar på att börja cykla, som nominerades till Svenska Publishing-Priset 2011 i kategorin handböcker.

## Priser

### Svensk Cyklings politikerpris
Svensk Cykling delar årligen ut ett politikerpris, ”Årets cykelvän” till den politiker som gjort mest för cyklingen under det gångna året. Priset instiftades 2009.
Vinnare
- 2010: Anneli Hulthén
- 2011: Karin Svensson Smith
- 2012: Per Ankersjö
- 2013: Kent Johansson
- 2014: Karolina Skog
- 2015: Lotta Finstorp och Johan Andersson

### Svensk Cyklings opinionspris
2016 introducerades Svensk Cyklings opinionspris, som premierar insatser som påverkat synen på cykling i en konstruktiv anda. 2016 års pris gick till Patrik Kronqvist på Expressen för hans initierade skrivande om cykelfrågor.
Vinnare
- 2016: Patrik Kronqvist[3]

- 2017: Anna Niska, VTI[4]

- 2018: Henrik Oretorp[5]

- 2019: Cyklistbloggen[6]

- 2020: Daniel Helldén[7]

- 2021: Gunilla Brynell-Johansson[8]

- 2022: Krister Isaksson[9]

- 2023: P.M. Nilsson[10]
- 2024: Ulla Hamilton